# I Liceum Ogólnokształcące im. Eugeniusza Romera w Rabce-Zdroju
I Liceum Ogólnokształcące im. Eugeniusza Romera w Rabce-Zdroju (dawniej Gimnazjum Sanatoryjne Męskie Dra Jana Wieczorkowskiego) – szkoła ponadpodstawowa w Rabce-Zdroju, założona w 1924 r. przez Jana Wieczorkowskiego jako Zakład Naukowo-Wychowawczy z Internatem Rabka Dwór. Patronem szkoły jest geograf, Eugeniusz Romer.
Placówka ta oprócz działalności dydaktycznej zapewniała potrzebującej młodzieży opiekę sanatoryjną w instytucie sanatoryjnym, obejmującym opiekę lekarską, pielęgniarską, mieszkanie i wyżywienie.

## Absolwenci
- prof. Krzysztof Holejko (1934-2012) – polski inżynier elektronik, profesor zwyczajny Politechniki Warszawskiej, autor patentów i wynalazków,
- Kinga Ilgner (ur. 1975) – aktorka Teatru Narodowego w Warszawie
- Maria Kaczyńska (1942-2010) – pierwsza dama Rzeczypospolitej Polskiej
- prof. Barbara Kołaczek – astronom, profesor Uniwersytetu Warszawskiego
- Aleksander Małachowski (1924-2004) – wicemarszałek Sejmu
- prof. Stanisław Mlekodaj – wiceminister zdrowia
- Józef Niżnik (1923-2015) – szef wawelskich archeologów, współpracownik prof. Szablowskiego, odkrywca złotych skarbów na wzgórzu wawelskim
- prof. Wacław Przybyło – kierownik katedry informatyki Politechniki Częstochowskiej
- prof. Zbigniew Radwański (ur. 1924) – prawnik, specjalista w dziedzinie prawa cywilnego, były rektor Uniwersytetu im. Adama Mickiewicza w Poznaniu
- Gabriel Rechowicz (1920-2010) – polski artysta grafik, dekorator wnętrz, autor grafik i ilustracji do książek
- prof. Jerzy Regulski (1924-2015) – były ambasador RP przy Radzie Europy
- prof. Bogdan Węglorz – matematyk, profesor Uniwersytetu Wrocławskiego
- Jan Wieczorkowski (ur. 1972) – aktor filmowy (prawnuk założyciela liceum)
- Lucjan Wolanowski (ówczesne nazwisko: Lucjan Kon, 1920-2006) – dziennikarz, podróżnik, reporter i tłumacz, współpracownik tygodnika „Świat”
- prof. Jacek Woźniakowski (1920-2012) – pisarz, publicysta, historyk sztuki, współzałożyciel Społecznego Instytutu Wydawniczego „Znak”, były prezydent Krakowa
- Andrzej Zawada (1928-2000) – organizator polskich wypraw w Himalaje, członkowie jego wyprawy z 1980 jako pierwsi zdobyli Mount Everest zimą
- Aleksander Ziemny, ówcześnie Aleksander Keiner (1924-2009) – dziennikarz, pisarz i eseista, m.in. współpracownik tygodnika „Świat”
- Jadwiga Żukowska (1926-2008) – reżyser, laureatka 35 międzynarodowych festiwali filmów krótkometrażowych
- Ewa Owsiany (ur. 1940) – polska dziennikarka, reportażystka, pisarka. Córka dyrektora liceum, Włodzimierza Holejki. Autorka książek, m.in. „Bezdomność Boga”, „Nic straconego”, „Zachwyt i nostalgia”.
- Stefania Loster (ur. 1945) – emerytowany profesor nauk biologicznych[2]. W 1969 roku ukończyła studia na Wydziale Biologii i Nauk o Ziemi Uniwersytetu Jagiellońskiego w Krakowie. Tytuł naukowy profesora nauk biologicznych nadany przez prezydenta Rzeczpospolitej Polskiej Lecha Kaczyńskiego, otrzymała w 2008 roku. Jest geobotanikiem i ekologiem roślin, zajmuje się głównie ekologią zbiorowisk roślinnych i ochroną biologicznej różnorodności (zwłaszcza muraw kserotermicznych). Jest autorką ponad 100 publikacji naukowych, w tym oryginalnych artykułów w czasopismach o zasięgu międzynarodowym, kilkudziesięciu recenzji artykułów i książek naukowych, artykułów przeglądowych oraz innych publikacji. Recenzowała projekty badawcze wykonane dla Komitetu Badań Naukowych oraz dla Narodowego Centrum Nauki. Stefania Loster była m.in. członkiem Komitetu Botaniki Polskiej Akademii Nauk, członkiem Rady Naukowej Instytutu Botaniki PAN, wchodziła w skład Rady Programowej nowatorskich Międzywydziałowych Studiów Matematyczno-Przyrodniczych UJ, była także redaktorem kwartalnika „Wiadomości Botaniczne” i innych czasopism botanicznych. W 2019 r. otrzymała godność Członka Honorowego Polskiego Towarzystwa Botanicznego, wyróżnienia przyznawanego za wybitne osiągnięcia na polu botaniki.